# Кунья (имя)
Ку́нья (араб. کُنیة‎, мн. ч. كنى‎, куна́) — часть арабского имени, которая начинается со слов Абу (для мужчин) и Умм (для женщин) и заканчивается именем сына или дочери. В некоторых случаях кунья может содержать похвальное качество (например, Абу-ль-Хайр, Абу-ль-Баракат). Называть друг друга не по имени, а по кунье считается у арабов проявлением уважения и почтения. Русский арабист Н. В. Юшманов в своей «Грамматике литературного арабского языка» по аналогии со словом «отчество» предложил для этого понятия русское слово «сыновство» (см. также более распространённый термин текноним).

## Арабское имя
Чаще всего арабы дают кунью по имени старшего из сыновей, но бывают случаи, когда кунья даётся по имени другого сына или дочери. Кунья также может даваться ребёнку или взрослому, у которого нет детей. Давая детям куньи, арабы словно надеются на то, что ребёнок доживёт до тех лет, когда у него самого родятся дети.

## Ислам
В исламской традиции кунье также уделяется большое значение. Имам аль-Газали пишет об этом:

«Посланник Аллаха, да благословит его Аллах и приветствует, называл своих сподвижников по кунье. Делал это он для того, чтобы оказать им уважение и почтение, и чтобы посредством этого завоевать их сердца. Зачастую он сам выбирал для кого-либо из сподвижников подходящую кунью, и обращался к нему по этой кунье. Вслед за ним и другие сподвижники начинали называть его не по имени, а по новой кунье. Даже если человек не имел детей, чтобы его можно было называть по кунье, Посланник Аллаха всё равно выбирал для него кунью. Зачастую Посланник Аллаха называл по кунье не только взрослых людей, но и детей, некоторым из которых он сам выбирал куньи. Этим он завоёвывал расположение детей и взрослых».— Мустафа Хусейни Дашти. Маареф ва маариф. — Т. 8. — С. 595.
У пророка Мухаммада была кунья Абуль-Касим. У него был сын, которого звали Касимом, умерший в младенческом возрасте. Имам ан-Навави в своей книге «Азкара» собрал куньи тех сподвижников и табиев, которые были известны по куньям, связанным с именами их дочерей.

## Отрицательная кунья
Иногда обращение по кунье может использоваться для обозначения пренебрежения и непочтения. В истории ислама известны случаи, когда людям давали пренебрежительные куньи, как Абу Джахль («Отец невежества») и Абу Лахаб («Отец огня»). Эти люди воспротивились призыву пророка Мухаммада и строили козни мусульманам.

## Книги, посвящённые куньям
Кутуб аль-асма ва-ль-куна ва-ль-алькаб (араб. كتب الأسماء و الكنى و الألقاب‎) — это книги, посвящённые именам, куньям и лакабам передатчиков хадисов. Такие сборники составляются во избежание ошибок и путаницы в именах передатчиков.
Самые известные книги такого рода:
- Али ибн аль-Мадини Китаб аль-асами ва-ль-куна.
- Ахмад ибн Ханбаль аль-Асами ва-ль-куна.
- Мухаммад аль-Бухари аль-Куна.
- Муслим ибн аль-Хаджжадж аль-Куна ва-ль-асма.
- Абу Абдуллах Мухаммад ибн Ахмад аль-Мукаддами (ум. в 913) Тарих асма аль-мухаддисин ва кунахум.

## В арабских диалектах
Арабы региона Магриб склонны опускать первую букву слова أبو и говорить بو, то есть вместо Абу говорят и пишут Бу. Например:
- Бу Тефлика вместо Абу Тафлика.
- Бу Медьян вместо Абу Мадьян.
- Бу Ргиба вместо Абу Ракиба.